# Wilhelmsdorf (Wien)

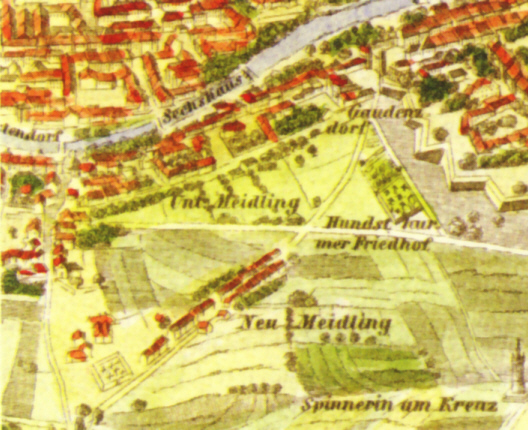
Neu-Meidling, das spätere Wilhelmsdorf, 1831

Wilhelmsdorf war eine selbständige Vorortgemeinde von Wien, die im heutigen 12. Wiener Gemeindebezirk Meidling aufgegangen ist. Sie befand sich etwa in dem Gebiet der heutigen Straßenzüge Wilhelmstraße, Aßmayergasse, Dörfelstraße und Eichenstraße.

## Geschichte
Die Ortschaft Wilhelmsdorf war ursprünglich Teil der Gemeinde Untermeidling, wo, räumlich etwas von dieser abgesetzt, einige Häuser erstmals um 1770 bei den dort befindlichen Ziegelteichen entstanden. Ignaz Ritter von Neuwall hatte hier Ziegeleien eröffnet und es entstanden daher zwei Häuser für die dortigen Arbeiter. In der ersten Hälfte des 19. Jahrhunderts nahm die Besiedlung zu und man sprach nun vom Dörfel (an diesen Ortsnamen erinnert noch die heutige Dörfelstraße), von Neu-Meidling oder wie schon bisher von Bei den Ziegelteichen.
In den 1840er Jahren glaubten sich die Bewohner groß genug, um eine eigene Gemeinde bilden zu können. 1846 wurde daher dieser Ortsteil von Untermeidling abgetrennt und die Grundherrschaft Stift Klosterneuburg gab ihr Einverständnis zur Bildung einer selbständigen Gemeinde. Diese wurde nach dem damaligen Stiftspropst Wilhelm Sedlaczek „Wilhelmsdorf“ genannt, ähnlich wie es beim von Untermeidling abgetrennten Gaudenzdorf geschehen war, das ebenfalls den Namen des damaligen Propstes erhielt.
Wilhelmsdorf umfasste damals 46 Häuser. Zu ihrem ersten Ortsrichter wurde der Uhrmacher Wenzel Rauch gewählt. Ihm folgte der Schuhmacher Josef Ofner. Das Gemeindehaus befand sich in der heutigen Wilhelmstraße 24.
Schon bald erwies sich die neue Gemeinde aber als finanziell zu schwach. Das Kreisamt verweigerte ihr 1848 die Anerkennung als eigene Steuergemeinde und 1850 wurde sie schließlich wieder mit Untermeidling zusammengeschlossen. Mit diesem zusammen und einigen anderen Gemeinden wurde 1890 der 12. Wiener Gemeindebezirk Meidling gebildet.
Heute ist Wilhelmsdorf ein aus acht Zählsprengeln bestehender Zählbezirk der amtlichen Statistik, dessen Grenzverlauf jedoch nicht mit jenem der ehemals selbstständigen Gemeinde ident ist. Außerdem erinnern noch die Namen Wilhelmsdorfer Park und Wilhelmstraße sowie die Dörfelstraße an den einstigen Ort.

## Bauwerke in Wilhelmsdorf

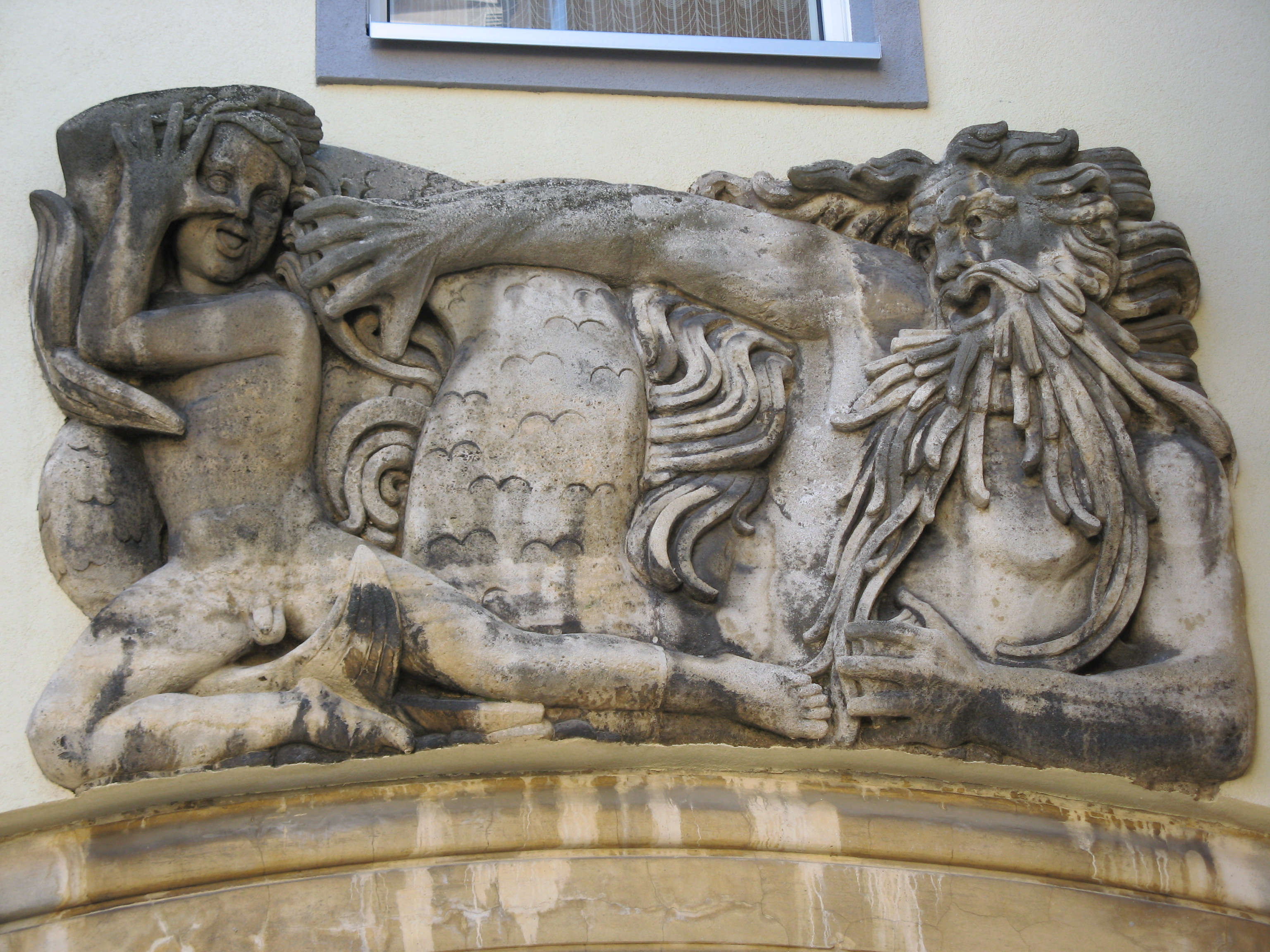
Der Wassermann von Wilhelmsdorf

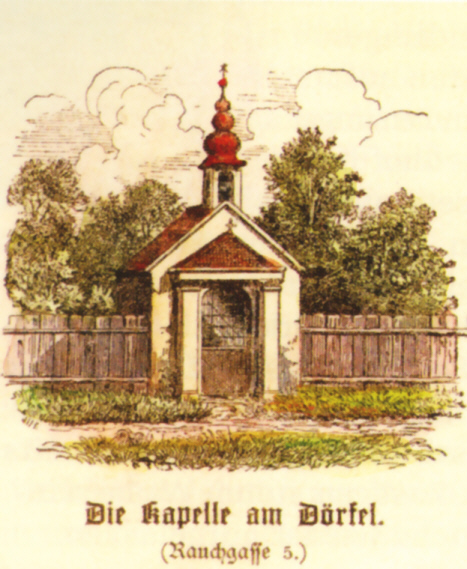
Wilhelmsdorfer Kapelle, ursprüngliches Aussehen

- Meidlinger Friedhof: Die beiden ersten Friedhöfe von Meidling lagen beim späteren Wilhelmsdorf. Auf dem Gelände der heutigen Wohnhausanlage Vierthalergasse 11 bzw. Rauchgasse 15–17 lag der älteste Meidlinger Friedhof von 1784 bis 1807. Bei der heutigen Zeleborgasse, Sechtergasse bzw. Pachmüllergasse lag von 1807 bis 1860 der zweite Meidlinger Friedhof.
- Wilhelmsdorfer Kapelle: Sie befindet sich in der Rauchgasse 5 und ist dem hl. Johannes von Nepomuk geweiht, einem Heiligen, der bevorzugt in Gegenden verehrt wurde, die am Wasser lagen. Die freistehende Kapelle wurde am 4. Oktober 1827 vom Grundherren, dem Klosterneuburger Stiftspropst Gaudentius Dunkler, geweiht. Sie besaß ursprünglich einen kleinen Dachreiter mit einer Glocke. 1847 wurde sie jedoch in ein dort errichtetes Wohnhaus integriert, was ihr Aussehen völlig verändert hat. 1944 durch Bomben beschädigt, wurde die Biedermeierkapelle, die eine Statue des hl. Johannes Nepomuk besitzt, danach renoviert.

Auf dem Gebiet des einstigen Wilhelmsdorf befanden oder befinden sich:
- Klosterkirche der Kreuzschwestern Zur Himmelfahrt Mariens in der Murlingengasse 71
- Alt-Wiener Schnapsmuseum in der Wilhelmstraße 19
- Philadelphiatheater, später Philadelphiakino, ehemals in der Wilhelmstraße 64–68
- Ehemalige Remise der Wiener Verkehrsbetriebe in der Aßmayergasse 23–35, 1987 abgerissen

Zwei Reliefs an Wohnhäusern (Eichenstraße 50–52 und Rauchgasse 15–17) erinnern an die Sage vom Wassermann von Wilhelmsdorf, der in den dortigen Ziegelteichen sein Unwesen getrieben haben soll.